# Gmina Przedbórz
Die Gmina Przedbórz ist eine Stadt-und-Land-Gemeinde im Powiat Radomszczański der Woiwodschaft Łódź in Polen. Ihr Sitz ist die gleichnamige Stadt mit etwa 3550 Einwohnern.

## Geographie

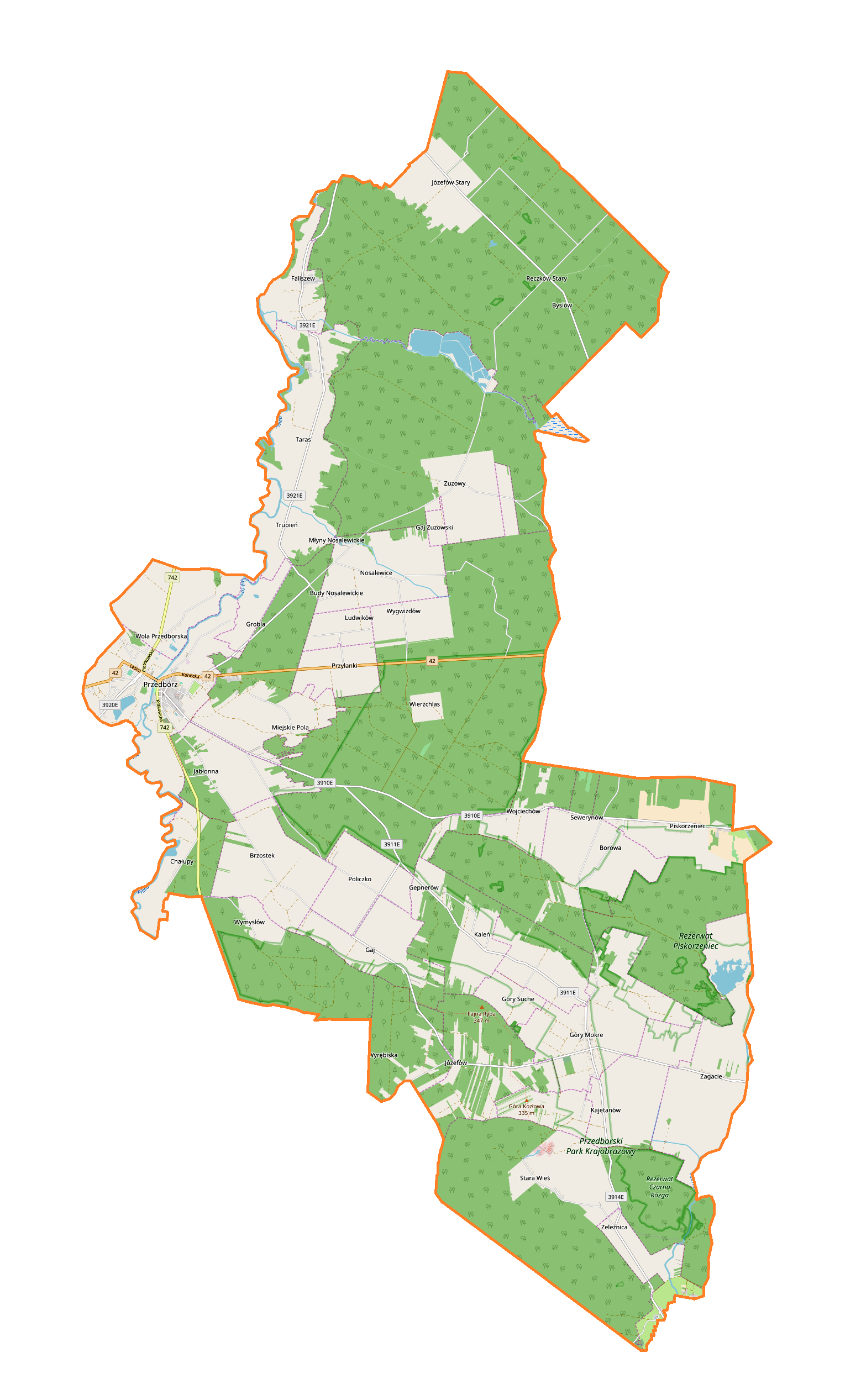
Karte der Gemeinde

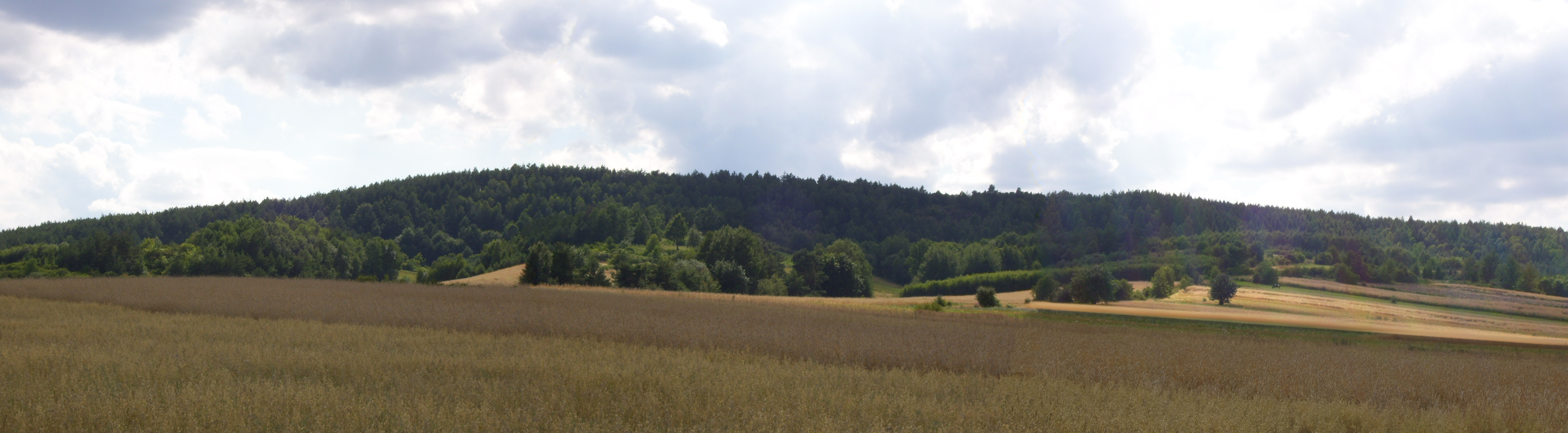
Die Fajna Ryba

Die Gemeinde liegt im Südosten der Woiwodschaft und grenzt im Nordosten, Osten und Süden an die Woiwodschaft Heiligkreuz. Die Städte Łódź und Kielce liegen etwa 70 Kilometer nördlich bzw. südwestlich. Der Fluss Pilica fließt durch den Hauptort und bildet teilweise die Westgrenze der Gemeinde. Sie grenzt an die Gemeinden Aleksandrów, Masłowice, Ręczno, Wielgomłyny und Żarnów in der Woiwodschaft Łódź sowie Fałków, Kluczewsko, Krasocin, Słupia Konecka in der Woiwodschaft Heiligkreuz.
Die Gemeinde hat eine Fläche von nahezu 190 km², von der 40 Prozent land- und 53 Prozent forstwirtschaftlich genutzt werden.
Der Berg Fajna Ryba, mit 347 Metern über dem Meeresspiegel die höchste Erhebung der Woiwodschaft, befindet sich auf dem Gemeindegebiet.

## Geschichte
Die Gemeinde wurde 1973 gebildet. Sie gehörte bis 1975 zum Powiat Konecki und von 1975 bis 1998 zur Woiwodschaft Piotrków, die nur in dieser Zeit bestand.

## Gliederung
Die Stadt-und-Land-Gemeinde (gmina miejsko-wiejska) Przedbórz mit 7052 Einwohnern (Stand 31. Dezember 2020) besteht aus der Stadt selbst und 28 Dörfern mit Schulzenämtern (sołectwa). Diese sind: 
Borowa, Brzostek, Chałupy, Faliszew, Gaj, Góry Mokre, Góry Suche, Grobla, Jabłonna, Józefów, Józefów Stary, Kajetanów, Kaleń, Miejskie Pola, Mojżeszów, Nosalewice, Piskorzeniec, Policzko, Przyłanki, Stara Wieś, Taras, Wojciechów, Wola Przedborska, Wygwizdów, Wymysłów, Zagacie, Zuzowy und Żeleźnica.
Weitere kleinere Orte, Siedlungen und Weiler sind: Błoto, Budy Nosalewickie, Bysiów, Dawidów, Dziady, Gaj Zuzowski, Gepnerów, Grobla (Forsthaus), Gustawów, Kajetanów (Waldsiedlung), Ludwików, Majdan, Miejskie Pola (Waldsiedlung), Młyny Nosalewickie, Nosalewice (Waldsiedlung), Papiernia, Policzko (Waldsiedlung), Posada, Reczków Stary, Taras (Waldsiedlung), Wejża, Wierzchlas, Wierzchlas (Forsthaus), Wojciechów (Waldsiedlung), Wymysłów (Forsthaus), Wyrębiska und Zawodzie.

## Denkmalgeschützte Sehenswürdigkeiten
- Kirche św. Mikołaja in Przedbórz[3]
- Klassizistisches Rathaus von 1820[4]
- Museum der Stadt, ehemaliges Gasthaus (18/19. Jahrhundert)[5]
- Wohnhäuser in der ul. Warszawska 10 (17/18. Jahrhundert)[6]
- Park der Stadt.[7]

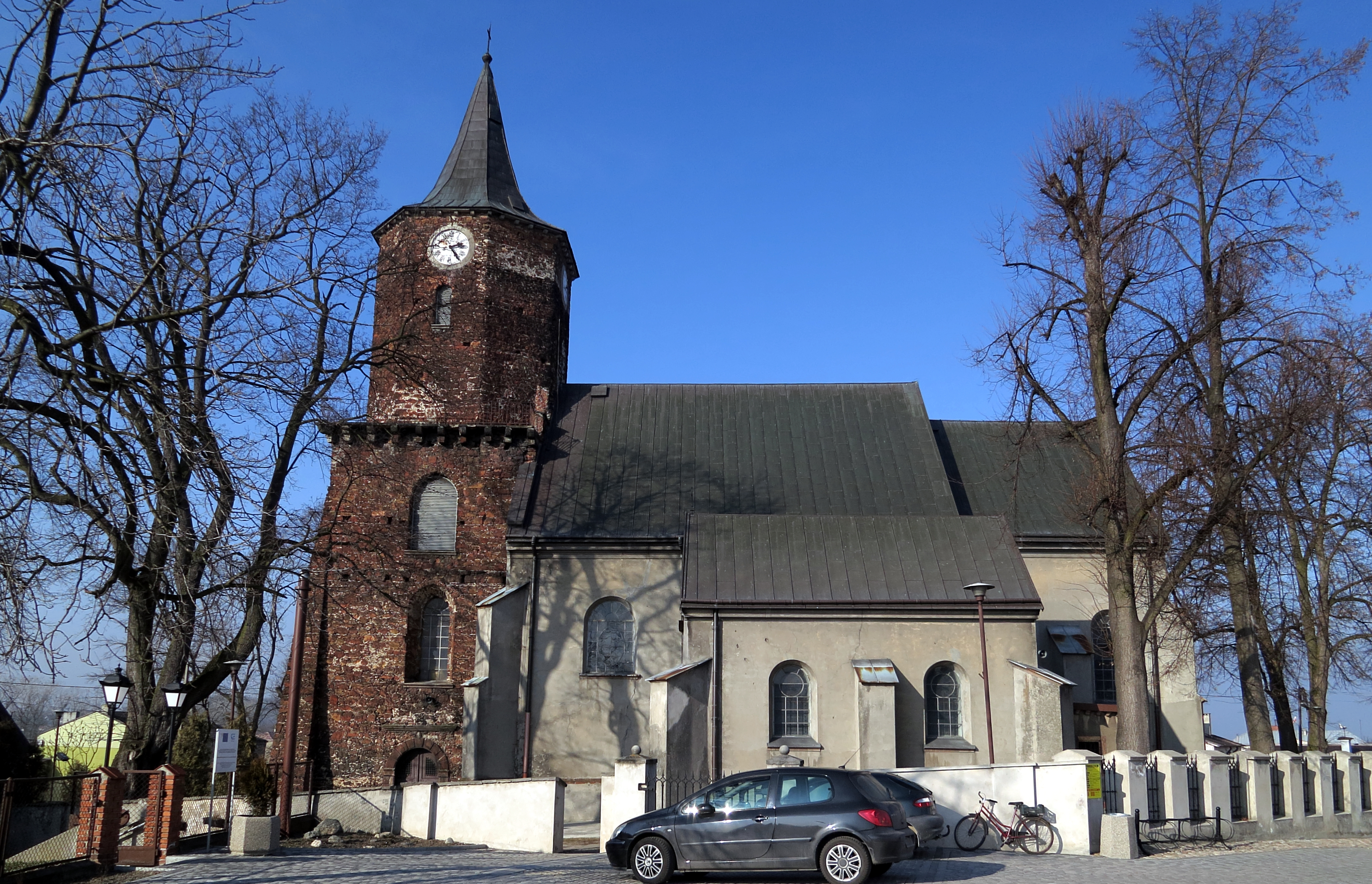
Kirche św. Mikołaja
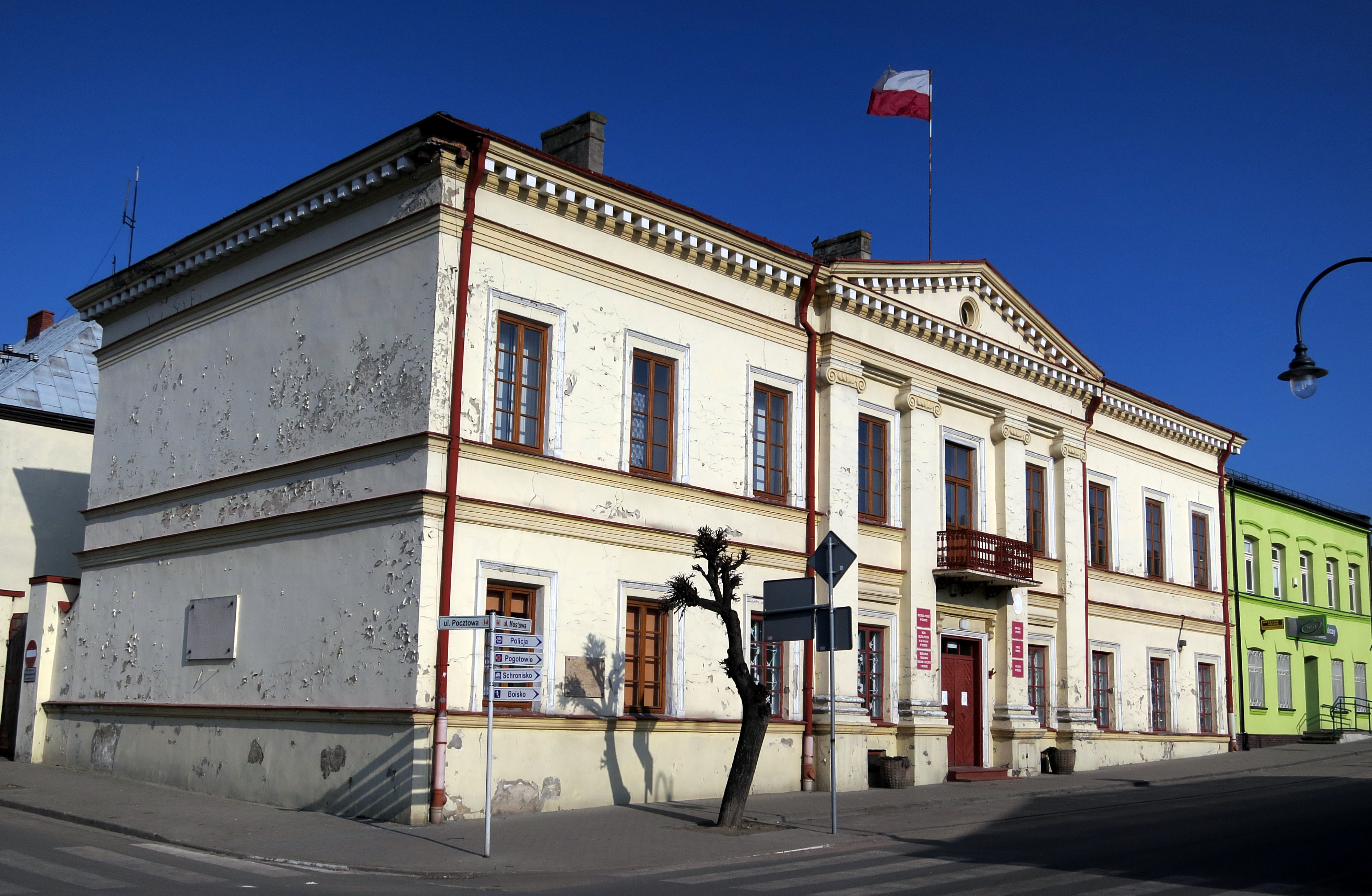
Rathaus der Stadt
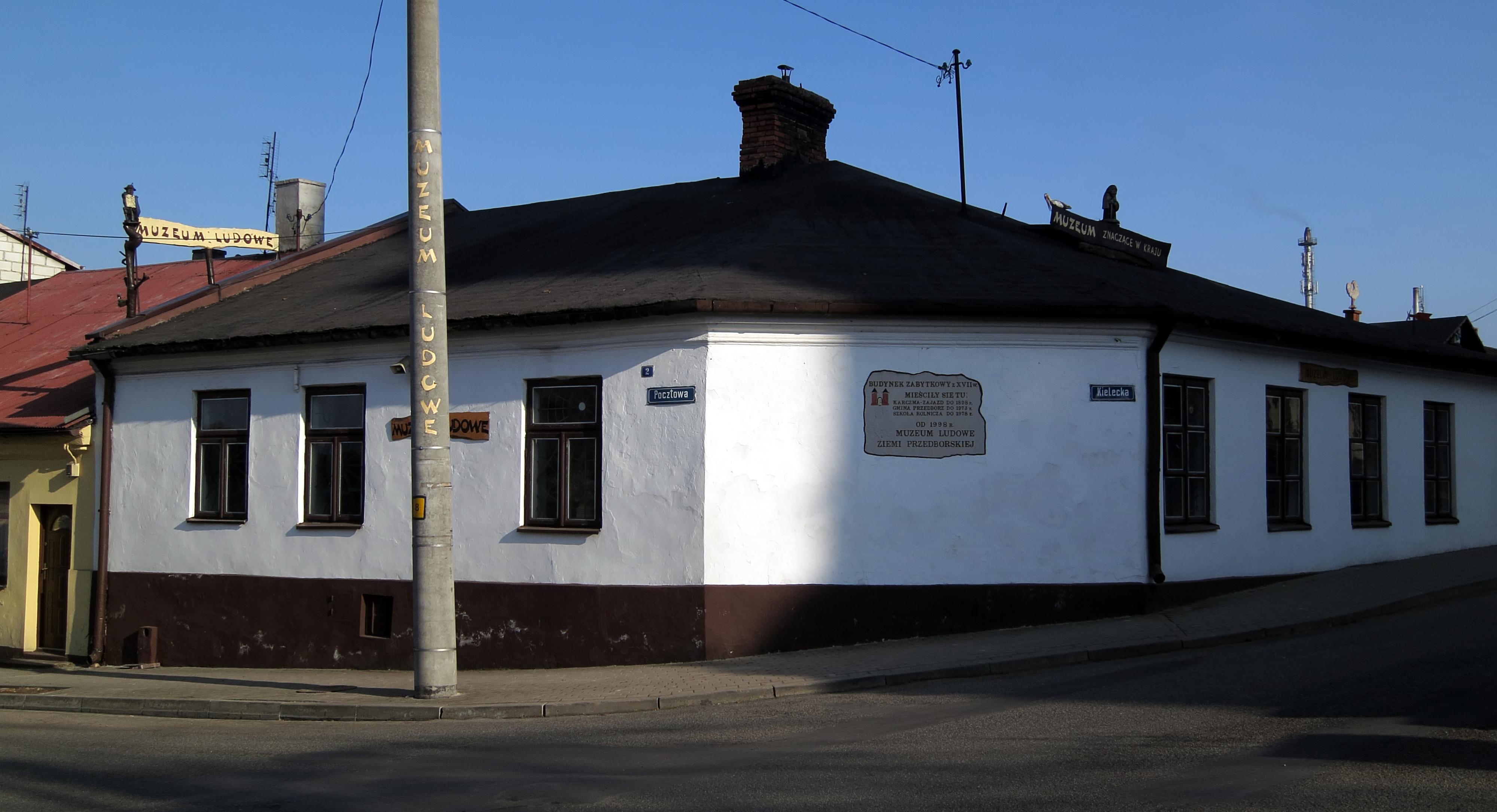
Museum

## Natur
- Der Landschaftspark Przedborski Park Krajobrazowy wurde 1988 errichtet. Er hat eine Fläche von 16.640 Hektar und eine Pufferzone von 14.490 Hektar. Zu ihm gehören die fünf Naturschutzgebiete: Bukowa Góra, Murawy Dobromierskie, Piskorzeniec, Oleszno und Czarna Rózga. Die Verwaltung befindet sich im Hauptort der Gemeinde.[8]

## Verkehr
Durch die Gemeinde und ihren Hauptort führt die Landesstraße DK42. Diese beginnt in Namysłów (Namslau) im Westen und führt über Starachowice im Osten zur Europastraße 371 (DK9). Von der DK12 im Norden zur DK78 im Süden verläuft die Woiwodschaftsstraße DW742.
Die nächste Bahnstation ist Włoszczowa. Łódź ist der nächste internationale Flughafen.